# Список фильмов A24

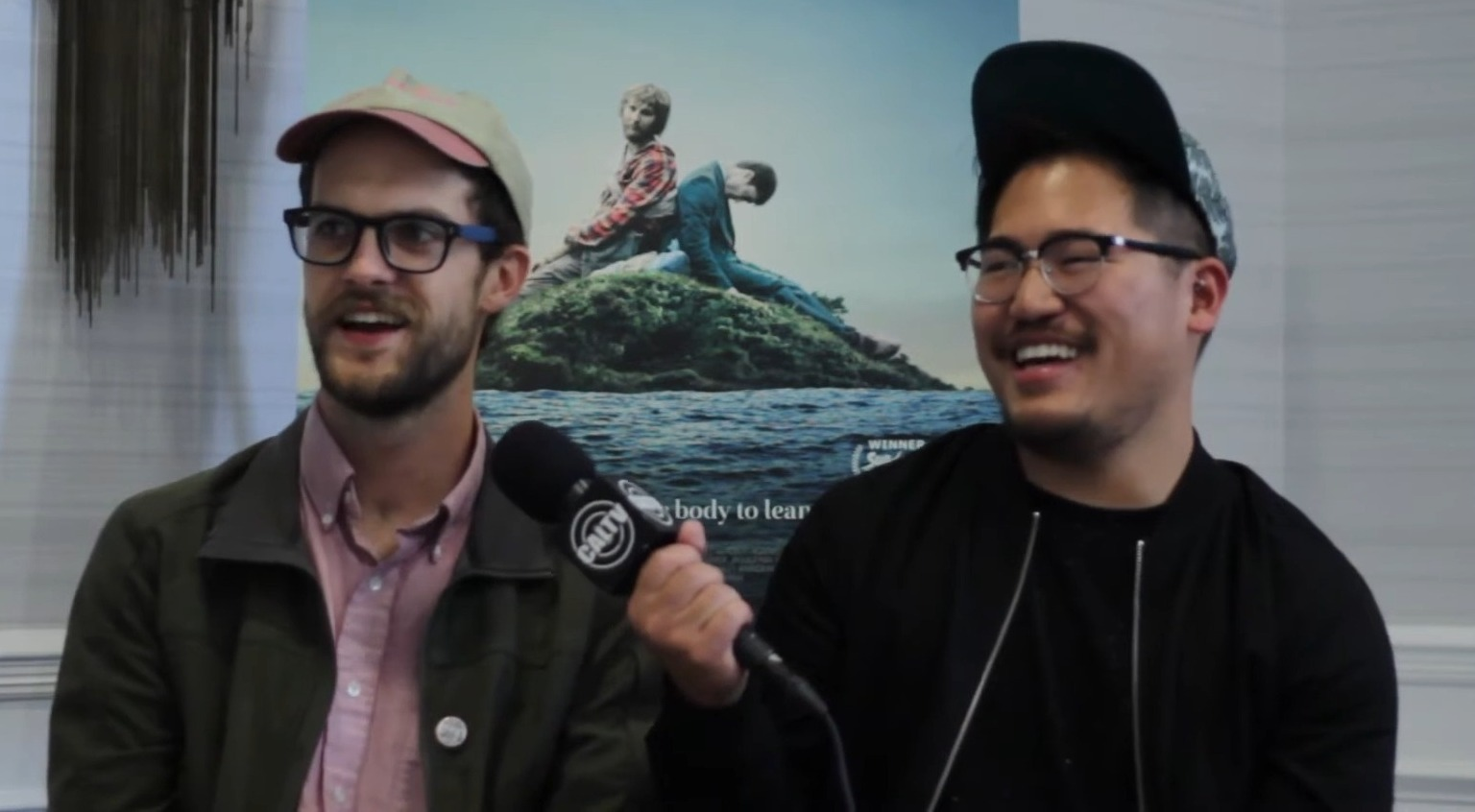
Самый кассовый фильм A24 — «Все везде и сразу» (2022) Дэниелов (на фото); студия также выпустила их фильмы «Человек — швейцарский нож» и «Смерть Дика Лонга».

Кинопрокатная компания A24 из Нью-Йорка была основана Дэниелом Кацем, Дэвидом Фенкелем и Джоном Ходжесом в августе 2012 года. Первый фильм компании «Умопомрачительные фантазии Чарльза Свона — третьего» был выпущен 8 февраля 2013 года. В том же году компания заключила многолетние дистрибьюторские соглашения с DirecTV Cinema и Amazon Prime. Компания получила признание после дистрибуции в Северной Америке фильма «Отвязные каникулы» (2013), премьера которого состоялась на 69-м Венецианском международном кинофестивале в 2012 году. На церемонии вручения премии «Оскар» 2016 года фильмы, выпущенные в прошлом году компанией A24, получили семь номинаций: «Эми» победила в номинации «Лучший документальный фильм», «Из машины» — в номинации «Лучшие визуальные эффекты», а Бри Ларсон — в номинации «Лучшая женская роль» за роль в фильме «Комната». A24 также стала производственной студией в 2016 году, полностью профинансировав свой первый художественный фильм «Лунный свет» в партнерстве с Plan B Entertainment. Фильм получил всеобщее признание и три премии «Оскар» из восьми номинаций, включая «Лучший фильм».
«Леди Бёрд» (2017) Греты Гервиг и «Восьмой класс» (2018) Бо Бернема являются самыми высокооценёнными фильмами A24 на Rotten Tomatoes с рейтингом одобрения 99 %. В 2018 и 2019 годах соответственно студия объявила о многолетнем партнерстве с Apple TV+ и Showtime Networks для цифрового выпуска некоторых из своих будущих фильмов. Фильм «Агнец» 2021 года стал первым фильмом A24 который был выбран в качестве официальной заявки страны на премию «Оскар» за лучший фильм на иностранном языке. В 2022 году фильм «Все везде и сразу» получил множество наград и семь премий «Оскар», включая «Лучший фильм», а также был самым кассовым фильмом компании до 2024 года, пока не вышел фильм «Падение империи».

## 2010-е
| Дата выхода      | Название                                            | Режиссёр(ы)                 | Синопсис | Заметки     | Прим.           |
| ---------------- | --------------------------------------------------- | --------------------------- | --- | ----------- | --------------- |
| 8 февраля 2013   | Умопомрачительные фантазии Чарльза Свона — третьего | Роман Коппола               | Жизнь Чарльза рушится, когда его девушка расстается с ним. |             | [ 24 ] [ 25 ]   |
| 15 марта 2013    | Бомба                                               | Салли Поттер                | В Лондоне 1960-х годов лучшая подруга подростка влюбляется в её отца. |             | [ 26 ] [ 27 ]   |
| 15 марта 2013    | Отвязные каникулы                                   | Хармони Корин               | Во время весенних каникул во Флориде четыре студентки колледжа встречают эксцентричного торговца наркотиками, который заманивает их в мир наркотиков, преступности и насилия.   |             | [ 28 ] [ 29 ]   |
| 14 июня 2013     | Элитное общество                                    | София Коппола               | Группа одержимых славой подростков использует социальные сети, чтобы отслеживать знаменитостей и грабить их дома.                                                               |             | [ 30 ] [ 31 ]   |
| 2 августа 2013   | Захватывающее время                                 | Джеймс Понсольдт            | Встреча старшеклассников Саттер и Эйми приводит к тому, что между ними расцветает роман.                                                                                        |             | [ 32 ] [ 33 ]   |
| 14 марта 2014    | Враг                                                | Дени Вильнёв                | Жизни двух одинаковых мужчин с двумя разными личностями переплетаются. |             | [ 34 ] [ 35 ]   |
| 4 апреля 2014    | Побудь в моей шкуре                                 | Джонатан Глэйзер            | Женщина из потустороннего мира соблазняет шотландских мужчин. |             | [ 36 ] [ 37 ]   |
| 25 апреля 2014   | Лок                                                 | Стивен Найт                 | Жизнь Айвена Лока рушится когда он отвечает на несколько телефонных звонков по дороге в Лондон.                                                                                 |             | [ 38 ] [ 39 ]   |
| 6 июня 2014      | Свой ребёнок                                        | Джиллиан Робеспьер          | После секса на одну ночь беременная комик решает сделать аборт. |             | [ 40 ] [ 41 ]   |
| 13 июня 2014     | Ровер                                               | Дэвид Мишо                  | Спустя годы после глобального экономического коллапса двое мужчин в Австралии выслеживают банду, которая их ограбила.                                                           |             | [ 42 ] [ 43 ]   |
| 15 августа 2014  | Если твоя девушка — зомби                           | Джефф Бэйна                 | После того, как его девушка умирает и чудесным образом возвращается к жизни, Зак пользуется возможностью, чтобы испытать все то, о чём он сожалел и что не сделал с ней раньше. |             | [ 44 ] [ 45 ]   |
| 19 сентября 2014 | Бивень                                              | Кевин Смит                  | Подкастера пытает странный человек, который планирует надеть на него идеально сшитый костюм моржа.                                                                              |             | [ 46 ] [ 47 ]   |
| 24 октября 2014  | Детка                                               | Линн Шелтон                 | Когда её школьный возлюбленный делает предложение, Меган паникует и прячется в доме своей 16-летней подруги.                                                                    |             | [ 48 ] [ 49 ]   |
| 24 октября 2014  | Драконы Нью-Йорка                                   | Эндрю Лу и Вэй Кеунг Лау    | Китайский иммигрант Сонни восстает против «Зеленых драконов», банды китайского квартала, частью которой он был с юности.                                                        |             | [ 50 ] [ 51 ]   |
| 12 декабря 2014  | Пленница                                            | Атом Эгоян                  | Нелинейное представление событий, происходящих после похищения дочери мужчины.                                                                                                  |             | [ 52 ] [ 53 ]   |
| 31 декабря 2014  | Самый жестокий год                                  | Джей Си Чендор              | Жизнь иммигранта в 1981 году, когда улицы Нью-Йорка охвачены безудержной политической и отраслевой коррупцией.                                                                  |             | [ 54 ] [ 55 ]   |
| 16 января 2015   | Молодая кровь                                       | Джулиус Эйвери              | Брендан Линч вознаграждает Джесси Райана за организацию побега из тюрьмы, а позже соглашается ограбить золотой рудник Калгурли.                                                 |             | [ 56 ] [ 57 ]   |
| 27 марта 2015    | Пока мы молоды                                      | Ноа Баумбах                 | Сорокалетняя пара заводит дружбу с молодой двадцатилетней парой. |             | [ 58 ] [ 59 ]   |
| 3 апреля 2015    | На краю                                             | Мэтт Шекман                 | Дуэйн Макларен и его девушка становятся свидетелями убийства в Кат-Бэнк, штат Монтана.                                                                                          |             | [ 60 ] [ 61 ]   |
| 10 апреля 2015   | Из машины                                           | Алекс Гарленд               | Программист Калеб Смит приглашен своим генеральным директором для проведения теста Тьюринга на интеллектуальном роботе-гуманоиде.                                               |             | [ 62 ] [ 63 ]   |
| 15 мая 2015      | Строго на запад                                     | Джон Маклин                 | Джей Кевендиш пересекает американскую границу вместе с охотником за головами в поисках любимой женщины.                                                                         |             | [ 64 ] [ 65 ]   |
| 29 мая 2015      | Особо опасна                                        | Кайл Ньюман                 | Агент 83 — молодой агент разведки, мечтающий о нормальной юности. |             | [ 66 ] [ 67 ]   |
| 3 июля 2015      | Эми                                                 | Асиф Кападия                | Документальный фильм о жизни и смерти британской певицы и автора песен Эми Уайнхаус.                                                                                            |             | [ 68 ] [ 69 ]   |
| 31 июля 2015     | Конец тура                                          | Джеймс Понсольдт            | Репортер Rolling Stone Дэвид Липски вспоминает пятидневное интервью с писателем Дэвидом Фостером Уоллесом.                                                                      |             | [ 70 ] [ 71 ]   |
| 7 августа 2015   | Темные тайны                                        | Жиль Паке-Бреннер           | Либби Дэй ищет убийцу, убившего её мать и двух сестер когда ей было семь лет.                                                                                                   |             | [ 72 ] [ 73 ]   |
| 25 сентября 2015 | Прогулка по Миссисипи                               | Анна Боден и Райан Флек     | Джерри — неудачливый игрок, судьба которого начинает меняться, когда он встречает Кертиса, молодого игрока в покер.                                                             |             | [ 74 ] [ 75 ]   |
| 16 октября 2015  | Комната                                             | Ленни Абрахамсон            | Молодой женщине и её сыну удается сбежать после нескольких лет плена. | [ b ]       | [ 76 ] [ 77 ]   |
| 22 января 2016   | Мохаве                                              | Уильям Монахан              | Пытаясь избежать своего привилегированного существования, Томас идет в пустыню только для того, чтобы столкнуться с бродягой-убийцей.                                           |             | [ 78 ] [ 79 ]   |
| 19 февраля 2016  | Ведьма                                              | Роберт Эггерс               | В 17 веке пуританская семья сталкивается с силами зла в лесу за пределами своей фермы в Новой Англии.                                                                           |             | [ 80 ] [ 81 ]   |
| 11 марта 2016    | Помнить                                             | Атом Эгоян                  | Человек, переживший Холокост и страдающий деменцией, намеревается убить нацистского военного преступника.                                                                       |             | [ 82 ] [ 83 ]   |
| 18 марта 2016    | Криша                                               | Трей Эдвард Шульц           | Женщина, отдалившаяся от своей семьи, возвращается на ужин в честь Дня Благодарения.                                                                                            |             | [ 84 ] [ 85 ]   |
| 15 апреля 2016   | Зелёная комната                                     | Джереми Солнье              | Панк-группа подвергается нападению со стороны скинхедов-неонацистов после того, как стала свидетелем убийства в отдаленном клубе.                                               |             | [ 86 ] [ 87 ]   |
| 15 апреля 2016   | Аддеролловые дневники                               | Памела Романовски           | Страдая от творческого кризиса, писатель Стивен Эллиот становится одержимым громким делом об убийстве.                                                                          |             | [ 88 ] [ 89 ]   |
| 13 мая 2016      | Лобстер                                             | Йоргос Лантимос             | В мире, где одинокие люди через 45 дней превращаются в животных, мужчина и женщина пытаются наладить отношения.                                                                 |             | [ 90 ] [ 91 ]   |
| 10 июня 2016     | Де Пальма                                           | Ноа Баумбах и Джейк Пэлтроу | Документальный фильм о жизни американского режиссёра Брайана Де Пальмы. |             | [ 92 ] [ 93 ]   |
| 24 июня 2016     | Человек — швейцарский нож                           | Дэн Кван и Дэниел Шайнерт   | Мужчина, застрявший на острове, пытается сбежать после того, как подружился с трупом, выброшенным на берег.                                                                     |             | [ 94 ] [ 95 ]   |
| 15 июля 2016     | Равные                                              | Дрейк Доримус               | Два человека живут в антиутопическом постапокалиптическом мире, где любое проявление эмоций рассматривается как болезнь.                                                        |             | [ 96 ] [ 97 ]   |
| 29 июля 2016     | В изоляции                                          | Патриcия Розема             | Мирная жизнь двух сестёр, живущих с отцом, прерывается из-за отключения электроэнергии на всем континенте.                                                                      |             | [ 98 ] [ 99 ]   |
| 19 августа 2016  | Моррис из Америки                                   | Чед Хартиган                | 13-летний мальчик мечтает стать рэпером в культуре, где доминирует EDM. |             | [ 100 ] [ 101 ] |
| 26 августа 2016  | Море деревьев                                       | Гас Ван Сент                | Американский профессор едет в Японию и встречает Такуми, раненого незнакомца, которому решает помочь.                                                                           |             | [ 102 ] [ 103 ] |
| 30 сентября 2016 | Американская милашка                                | Андреа Арнольд              | Девочка-подросток из неблагополучной семьи сбегает с коммивояжёрами, которые разъезжают по Среднему Западу Америки, продавая подписки на журналы от двери к двери.              |             | [ 104 ] [ 105 ] |
| 21 октября 2016  | Лунный свет                                         | Барри Дженкинс              | Исследование жизни молодого темнокожего мужчины от детства до взрослой жизни и трудностей, с которыми он сталкивается в детстве.                                                | [ c ] [ d ] | [ 106 ] [ 107 ] |
| 26 октября 2016  | Суперсоник                                          | Мат Уайткросс               | История брит-поп группы Oasis. |             | [ 108 ] [ 109 ] |
| 11 ноября 2016   | Монстры существуют                                  | Брайан Бертино              | Женщина и её дочь оказываются ночью в затруднительном положении, когда за ними начинает охотиться злобное существо.                                                             |             | [ 110 ] [ 111 ] |
| 28 декабря 2016  | Женщины XX века                                     | Майк Миллс                  | Решительная мать-одиночка в возрасте около 50 лет воспитывает сына-подростка в Южной Калифорнии 1970-х годов.                                                                   |             | [ 112 ] [ 113 ] |
| 20 января 2017   | Афера по-английски                                  | Адам Смит                   | Сын бандита и преступник ищет лучшее будущее для своего маленького сына. |             | [ 114 ] [ 115 ] |
| 31 марта 2017    | Февраль                                             | Оз Перкинс                  | Две девочки, оставленные в школе-интернате на зимние каникулы, должны сразиться с таинственной силой зла.                                                                       |             | [ 116 ] [ 117 ] |
| 21 апреля 2017   | Перестрелка                                         | Бен Уитли                   | Неудачная сделка по продаже оружия приводит к перестрелке между двумя группировками.                                                                                            |             | [ 118 ] [ 119 ] |
| 5 мая 2017       | Любовники                                           | Азазель Джейкобс            | Супружеская пара, изменяющая друг другу, снова влюбляется. | [ c ]       | [ 120 ] [ 121 ] |
| 2 июня 2017      | Исключение                                          | Дэвид Лево                  | Офицеру Вермахта приказано определить, проник ли британский шпион в резиденцию Вильгельма II.                                                                                   |             | [ 122 ] [ 123 ] |
| 16 июня 2017     | Оно приходит ночью                                  | Трей Эдвард Шульц           | Семья прячется в лесу пока Землю захватывает очень заразная болезнь. | [ c ]       | [ 124 ] [ 125 ] |
| 7 июля 2017      | История призрака                                    | Дэвид Лоури                 | Мужчина становится призраком и остается в доме, который делит со своей женой.                                                                                                   |             | [ 126 ] [ 127 ] |
| 28 июля 2017     | Менаше                                              | Джошуа З. Вайнштейн         | Овдовевший еврей-хасид пытается восстановить опеку над своим 10-летним сыном.                                                                                                   |             | [ 128 ] [ 129 ] |
| 11 августа 2017  | Хорошее время                                       | Братья Сафди                | Грабитель банка пытается освободить своего умственно отсталого брата из-под стражи полиции, при этом избегая собственного ареста.                                               |             | [ 130 ] [ 131 ] |
| 22 сентября 2017 | Вудшок                                              | Кейт и Лаура Малливи        | Женщина справляется с потерей матери с помощью сильнодействующего вещества, вызывающего галлюциногенные и жестокие последствия.                                                 |             | [ 132 ] [ 133 ] |
| 6 октября 2017   | Проект «Флорида»                                    | Шон Бэйкер                  | 6-летняя девочка живёт со своей безработной матерью-одиночкой в мотеле в Киссимми, Флорида, пытаясь избежать неприятностей и свести концы с концами.                            |             | [ 134 ] [ 135 ] |
| 20 октября 2017  | Убийство священного оленя                           | Йоргос Лантимос             | После того, как кардиохирург подружился с мальчиком-подростком, связанным с его прошлым, его семья начинает загадочно болеть.                                                   |             | [ 136 ] [ 137 ] |
| 3 ноября 2017    | Леди Бёрд                                           | Грета Гервиг                | История взросления старшеклассницы и её натянутых отношений с матерью, членами семьи и друзьями.                                                                                | [ b ]       | [ 138 ] [ 139 ] |
| 1 декабря 2017   | Горе-творец                                         | Джеймс Франко               | Маловероятная дружба между Томми Вайсо и Грегом Сестеро приводит к постановке «Комнаты» Вайсо.                                                                                  |             | [ 140 ] [ 141 ] |
| 15 декабря 2017  | Баллада о Лефти Брауне                              | Джаред Моше                 | Ковбой вербует молодого стрелка чтобы тот отомстил за убийство своего друга. |             | [ 142 ] [ 143 ] |
| 2 марта 2018     | Исчезновение Сидни Холла                            | Шон Кристенсен              | Детектив ищет пропавшего автора бестселлеров Сидни Холла. |             | [ 144 ] [ 145 ] |
| 30 марта 2018    | Последняя кинозвезда                                | Адам Рифкин                 | Актер Вик Эдвардс принимает приглашение получить награду за жизненные достижения на фестивале двухбитного кино в Нэшвилле.                                                      |             | [ 146 ] [ 147 ] |
| 6 апреля 2018    | Положитесь на Пита                                  | Эндрю Хэй                   | 15-летний мальчик начинает работать в конюшне и заводит дружбу с больной скаковой лошадью.                                                                                      |             | [ 148 ] [ 149 ] |
| 27 апреля 2018   | Двойная игра                                        | Пер Флю                     | Сотрудник, работающий в ООН, расследует убийство своего предшественника и раскрывает глобальный заговор.                                                                        |             | [ 150 ] [ 151 ] |
| 18 мая 2018      | Дневник пастыря                                     | Пол Шредер                  | Протестантский служитель борется со своей верой, служа пастором приходящей в упадок исторической церкви в северной части штата Нью-Йорк.                                        |             | [ 152 ] [ 153 ] |
| 25 мая 2018      | Как разговаривать с девушками на вечеринках         | Джон Кэмерон Митчелл        | Энн натыкается на группу подростков с другой планеты и влюбляется в Зана, мятежного инопланетянина.                                                                             |             | [ 154 ] [ 155 ] |
| 8 июня 2018      | Реинкарнация                                        | Ари Астер                   | Семью преследует злое присутствие после смерти их бабушки с секретами. | [ c ]       | [ 156 ] [ 157 ] |
| 29 июня 2018     | Женщина идёт впереди                                | Сюзанна Уайт                | В 1890 году художник-портретист едет из Нью-Йорка в Дакоту, чтобы написать портрет Сидящего Быка.                                                                               |             | [ 158 ] [ 159 ] |
| 13 июля 2018     | Восьмой класс                                       | Бо Бёрнем                   | Подросток, борющийся с тревожностью, пытается завоевать общественное признание своих сверстников в последнюю неделю восьмого класса.                                            | [ c ]       | [ 160 ] [ 161 ] |
| 27 июля 2018     | Жаркие летние ночи                                  | Элайджа Байнум              | В 1991 году подросток оказывается втянутым в торговлю наркотиками. |             | [ 162 ] [ 163 ] |
| 3 августа 2018   | Никогда не возвращайтесь                            | Августин Фриззелл           | Анжела и Джесси, бросившие школу, уезжают в Галвестон, штат Техас, чтобы сбежать с работы официантами.                                                                          |             | [ 164 ] [ 165 ] |
| 10 августа 2018  | Бои без правил                                      | Жан-Стефан Совер            | Билли Мур — молодой заключенный английский боксер, который принимает участие в турнире по тайскому боксу, чтобы получить шанс выбраться.                                        |             | [ 166 ] [ 167 ] |
| 10 сентября 2018 | Слайс                                               | Остин Визли                 | После насильственных убийств нескольких доставщиков пиццы двое выживших решают поймать преступников.                                                                            |             | [ 168 ] [ 169 ] |
| 14 сентября 2018 | Удивительная миссис Мэй                             | Ричард Эйр                  | Судье передан случай, когда 17-летний подросток, больной лейкемией, отказывается от переливания крови поскольку это противоречит его религиозным убеждениям.                    |             | [ 170 ] [ 171 ] |
| 19 октября 2018  | Середина 90-х                                       | Джона Хилл                  | В Лос-Анджелесе 1990-х годов 13-летний мальчик начинает проводить время со старшей группой скейтбордистов.                                                                      | [ c ]       | [ 172 ] [ 173 ] |
| 1 февраля 2019   | 1 %                                                 | Стив МакКаллум              | После освобождения из тюрьмы лидер австралийской банды мотоциклистов борется за то чтобы вернуть контроль над ней.                                                              |             | [ 174 ] [ 175 ] |
| 1 марта 2019     | Другой                                              | Ли Кронин                   | После того, как её сын ненадолго исчезает, Сара начинает опасаться, что мальчик, который вернулся, может быть вовсе не её сыном.                                                |             | [ 176 ] [ 177 ] |
| 1 марта 2019     | Экстаз                                              | Гаспар Ноэ                  | Французская танцевальная труппа устраивает вечеринку, которая принимает мрачный оборот после того, как все выпивают сангрию с добавлением ЛСД.                                  |             | [ 178 ] [ 179 ] |
| 8 марта 2019     | Глория Белл                                         | Себастьян Лелио             | Разведённая мать из Лос-Анджелеса неожиданно заводит новый роман. |             | [ 180 ] [ 181 ] |
| 5 апреля 2019    | Высшее общество                                     | Клер Дени                   | Группа преступников отправляется в космическую миссию к чёрной дыре. |             | [ 182 ] [ 183 ] |
| 6 апреля 2019    | Сын Америки                                         | Рашид Джонсон               | Биггер Томас — молодой темнокожий мужчина, живущий в Чикаго, которого нанимают шофером к богатому бизнесмену.                                                                   | [ c ] [ e ] | [ 184 ] [ 185 ] |
| 19 апреля 2019   | Под Сильвер-Лэйк                                    | Дэвид Роберт Митчелл        | Молодой человек расследует внезапное исчезновение своей соседки только чтобы наткнуться на опасный заговор.                                                                     |             | [ 186 ] [ 187 ] |
| 17 мая 2019      | Сувенир                                             | Джоанна Хогг                | Студентка киноискусства заводит отношения с харизматичным, но ненадежным пожилым мужчиной.                                                                                      |             | [ 188 ] [ 189 ] |
| 7 июня 2019      | Последний черный в Сан-Франциско                    | Джо Талбот                  | Молодой темнокожий мужчина пытается вернуть себе дом своего детства в облагороженном районе Сан-Франциско.                                                                      |             | [ 190 ] [ 191 ] |
| 3 июля 2019      | Солнцестояние                                       | Ари Астер                   | Группа друзей едет в Швецию на фестиваль, который проводится раз в 90 лет, только для того, чтобы оказаться в тисках скандинавского языческого культа.                          | [ c ]       | [ 192 ] [ 193 ] |
| 12 июля 2019     | Прощание                                            | Лулу Ванг                   | Узнав, что их бабушке осталось жить совсем недолго, китайско-американская семья решает не говорить ей об этом и запланировать семейное собрание перед её смертью.               |             | [ 194 ] [ 195 ] |
| 26 июля 2019     | Скин                                                | Гай Натив                   | Скинхед-неонацист Брайон Уиднер решает покинуть движение сторонников превосходства белой расы.                                                                                  |             | [ 196 ] [ 197 ] |
| 27 июля 2019     | Репост                                              | Пиппа Бьянко                | 16-летняя Мэнди обнаруживает тревожное видео ночи, которую она не помнит, и пытается выяснить, что произошло.                                                                   | [ c ] [ e ] | [ 198 ] [ 199 ] |
| 27 сентября 2019 | Смерть Дика Лонга                                   | Дэниел Шайнерт              | После потери друга двое мужчин отказываются называть причину смерти. | [ c ]       | [ 200 ] [ 201 ] |
| 4 октября 2019   | Отлив                                               | Кевин МакМаллин             | После того, как два брата находят мешок с золотыми монетами, они пытаются спрятать его от своих друзей, которые готовы на все, чтобы получить деньги.                           |             | [ 202 ] [ 203 ] |
| 18 октября 2019  | Маяк                                                | Роберт Эггерс               | Оставшись на отдалённом острове два смотрителя маяка сходят с ума. | [ c ]       | [ 204 ] [ 205 ] |
| 18 октября 2019  | Королева слонов                                     | Виктория Стоун и Марк Дибл  | Слониха-мать делает все, что в её силах, чтобы защитить свое стадо. | [ f ]       | [ 206 ] [ 207 ] |
| 25 октября 2019  | Убийственная команда                                | Дэн Краусс                  | Новобранец армии США сталкивается с дилеммой, когда его взвод участвует в убийстве мирных жителей в Афганистане.                                                                |             | [ 208 ] [ 209 ] |
| 15 ноября 2019   | Волны                                               | Трей Эдвард Шульц           | В Южной Флориде семья из пригорода живёт любовью, прощением и сплочением после потери.                                                                                          | [ c ]       | [ 210 ] [ 211 ] |
| 6 декабря 2019   | Маленькое красное платье                            | Питер Стриклэнд             | Проклятое красное платье мучает своих обладательниц. |             | [ 212 ] [ 213 ] |
| 13 декабря 2019  | Неогранённые драгоценности                          | Братья Сафди                | Ювелир и азартный игрок из Нью-Йорка должен вернуть дорогой драгоценный камень, который он купил, чтобы расплатиться с долгами.                                                 | [ c ]       | [ 214 ] [ 215 ] |

## 2020-е
| Дата выхода      | Название                                        | Режиссёр(ы)                    | Синопсис | Заметки     | Прим.                   |
| ---------------- | ----------------------------------------------- | ------------------------------ | --- | ----------- | ----------------------- |
| 6 марта 2020     | Первая корова                                   | Келли Райхардт                 | На Северо-западе 1820-х годов два путешественника узнают, что их план разбогатеть будет зависеть от использования ценной молочной коровы землевладельца. |             | [ 216 ] [ 217 ]         |
| 14 августа 2020  | Молодые политики                                | Джесси Мосс и Аманда МакБейн   | Тысяча мальчиков-подростков, посещающих Штат Американского легиона для мальчиков в Техасе решают создать собственное правительство штата. | [ f ]       | [ 218 ] [ 219 ]         |
| 2 октября 2020   | Последняя капля                                 | София Коппола                  | Отец и дочь имеют сомнения насчёт верности мужа дочери. | [ f ]       | [ 220 ] [ 221 ]         |
| 29 января 2021   | Святая Мод                                      | Роуз Гласс                     | Медсестра хосписа Мод, недавно принявшая католицизм, становится одержима идеей спасения души одного из своих пациентов. |             | [ 222 ] [ 223 ]         |
| 12 февраля 2021  | Минари                                          | Ли Айзек Чун                   | Семья иммигрантов из Южной Кореи пытается выжить в США в 1980-е годы. | [ b ]       | [ 224 ] [ 225 ]         |
| 25 июня 2021     | Ложноположительный                              | Джон Ли                        | Женщина начинает подозревать, что в её беременности есть что-то зловещее. | [ c ] [ g ] | [ 226 ] [ 227 ]         |
| 30 июня 2021     | Зола                                            | Яница Браво                    | Зола — стриптизерша на полставки, которую новый друг убеждает поехать в Тампу, Флорида, на заработки. |             | [ 228 ] [ 229 ]         |
| 23 июля 2021     | Вэл                                             | Лео Скотт и Тинг Пу            | Документальный фильм о жизни и карьере американского актёра Вэла Килмера. | [ c ] [ h ] | [ 230 ] [ 231 ]         |
| 30 июля 2021     | Легенда о Зелёном рыцаре                        | Дэвид Лоури                    | Гавейн, племянник короля Артура, отправляется в путешествие, чтобы испытать свою храбрость и сразиться с Зеленым рыцарем. | [ c ]       | [ 232 ] [ 233 ]         |
| 8 октября 2021   | Агнец                                           | Вальдимар Йоханнссон           | Бездетная пара в сельской местности Исландии воспитывает милого, но вызывающего тревогу гуманоидного ягненка. |             | [ 234 ] [ 235 ]         |
| 29 октября 2021  | Сувенир: Часть 2                                | Джоанна Хогг                   | Студентка киноискусства разбирается с последствиями её отношений с пожилым мужчиной. |             | [ 236 ] [ 237 ]         |
| 19 ноября 2021   | Камон Камон                                     | Майк Миллс                     | Радиожурналист и его молодой племянник обретают неожиданную связь во время поездки по пересеченной местности. |             | [ 237 ] [ 238 ]         |
| 24 ноября 2021   | Люди                                            | Стивен Карам                   | В Нижнем Манхэттене семья Блейков собирается на ужин в честь Дня Благодарения. | [ c ] [ i ] | [ 239 ] [ 240 ]         |
| 10 декабря 2021  | Красная ракета                                  | Шон Бэйкер                     | Измученная порнозвезда возвращается в свой родной городок в Техасе, хотя там никто на самом деле не хочет его возвращения. |             | [ 241 ] [ 242 ]         |
| 25 декабря 2021  | Трагедия Макбета                                | Джоэл Коэн                     | После сверхъестественного пророчества Макбет намеревается стать королем Шотландии. | [ c ] [ f ] | [ 243 ] [ 244 ]         |
| 11 февраля 2022  | Небо повсюду                                    | Жозефин Декер                  | Молодой музыкант пытается сохранить отношения после смерти старшей сестры. | [ f ]       | [ 245 ] [ 246 ]         |
| 4 марта 2022     | После Янга                                      | Когонада                       | Семья пытается спасти жизнь члена своей семьи — Янга, робота, который перестал отвечать на запросы. | [ c ] [ i ] | [ 247 ] [ 248 ]         |
| 18 марта 2022    | X                                               | Тай Уэст                       | Съемочная группа, снимающая порно, оказывается в опасности, находясь в уединенном фермерском доме в Техасе. | [ c ]       | [ 249 ] [ 250 ]         |
| 25 марта 2022    | Всё везде и сразу                               | Дэн Кван и Дэниел Шайнерт      | Владелица прачечной средних лет Эвелин Ван обнаруживает мультивселенную, наполненную тысячами версий самой себя. | [ c ] [ d ] | [ 251 ] [ 252 ]         |
| 20 мая 2022      | Род мужской                                     | Алекс Гарленд                  | Молодая женщина отправляется в одиночный отпуск в английскую деревню после смерти бывшего мужа. | [ c ]       | [ 253 ] [ 254 ]         |
| 27 мая 2022      | Елизавета: Портрет в частях                     | Роджер Мичелл                  | Документальный фильм о королеве Елизавете II. | [ i ]       | [ 255 ] [ 256 ]         |
| 24 июня 2022     | Марсель, ракушка в ботинках                     | Дин Флейшер-Кэмп               | Режиссёр-документалист помогает Марсель, ракушке ростом в один дюйм, искать свою семью. |             | [ 257 ] [ 258 ]         |
| 5 августа 2022   | Тела, тела, тела                                | Халина Рейн                    | Во время вечеринки молодых, богатых и вероломных друзей происходит убийство. | [ c ]       | [ 258 ] [ 259 ]         |
| 26 августа 2022  | Забавные рисунки                                | Оуэн Клайн                     | История взросления подростка-карикатуриста. | [ c ]       | [ 260 ] [ 261 ]         |
| 16 сентября 2022 | Пэрл                                            | Тай Уэст                       | Приквел к X, который рассказывает о происхождении Перл и о том, как она стала тем, кем была. | [ c ]       | [ 262 ] [ 263 ]         |
| 22 сентября 2022 | Инстинкт                                        | Халина Рейн                    | Тюремный терапевт становится одержимым своим харизматичным пациентом, жестоким серийным насильником, которому грозит условно-досрочное освобождение. |             | [ 264 ]                 |
| 30 сентября 2022 | Твари божьи                                     | Саэла Дэвис и Анна Роуз Холмер | В продуваемой всеми ветрами рыбацкой деревушке мать лжет, чтобы защитить своего сына от серьёзного обвинения. | [ c ]       | [ 265 ] [ 266 ]         |
| 14 октября 2022  | Звёзды в полдень                                | Клер Дени                      | Молодая американская журналистка, застрявшая в современной Никарагуа, влюбляется в загадочного англичанина, который кажется ей лучшим шансом на побег. |             | [ 267 ] [ 268 ]         |
| 21 октября 2022  | Солнце моё                                      | Шарлотта Уэллс                 | Женщина вспоминает о том, как в детстве отправилась на летние каникулы в Турцию со своим отцом. |             | [ 269 ] [ 270 ]         |
| 28 октября 2022  | Мост на озере                                   | Лила Нойгебауэр                | Американский солдат получает черепно-мозговую травму и изо всех сил пытается приспособиться к жизни дома. | [ c ] [ f ] | [ 271 ] [ 272 ]         |
| 18 ноября 2022   | Проверка                                        | Элеганс Брэттон                | В учебном лагере сексуальная ориентация Эллиса Френча делает его объектом почти смертельных издевательств со стороны инструктора по обучению и товарищей-новобранцев. | [ c ]       | [ 273 ] [ 274 ]         |
| 25 ноября 2022   | Белый шум                                       | Ноа Баумбах                    | Фильм драматизирует попытки современной американской семьи свыкнуться с приземленными конфликтами повседневной жизни, пытаясь справиться с универсальными тайнами любви, смерти и возможности счастья в нестабильном мире. | [ c ] [ j ] | [ 275 ] [ 276 ]         |
| 2 декабря 2022   | Вечная дочь                                     | Джоанна Хогг                   | Режиссёр и её пожилая мать сталкиваются с давно похороненными секретами, когда они возвращаются в бывший семейный дом, а теперь отель, преследуемый своим таинственным прошлым. |             | [ 277 ] [ 278 ]         |
| 9 декабря 2022   | Кит                                             | Даррен Аронофски               | Мужчина средних лет весом 272 кг пытается восстановить связь со своей 17-летней дочерью. | [ c ]       | [ 279 ] [ 280 ]         |
| 30 декабря 2022  | This Place Rules                                | Эндрю Каллаган                 | Документальный фильм о событиях, приведших к беспорядкам в Капитолии 6 января. | [ c ] [ k ] | [ 281 ] [ 282 ]         |
| 20 января 2023   | Когда ты закончишь спасать мир                  | Джесси Айзенберг               | Старшеклассник занимается музыкой, живя со своей взволнованной матерью, которая содержит приют для жертв домашнего насилия. | [ c ]       | [ 283 ] [ 284 ]         |
| 27 января 2023   | Близко                                          | Лукас Донт                     | Подросток пытается дистанцироваться от своего лучшего друга после того, как их близкие отношения комментируют. |             | [ 285 ] [ 286 ]         |
| 10 февраля 2023  | Аферисты                                        | Бенжамин Карон                 | Мошенник берется за манхэттенских миллиардеров. | [ c ] [ f ] | [ 287 ] [ 288 ]         |
| 14 марта 2023    | Пи                                              | Даррен Аронофски               | Математик обнаруживает ряд чисел, связанных с религией, пытаясь предсказать закономерности фондового рынка. | [ l ]       | [ 289 ]                 |
| 7 апреля 2023    | Появление                                       | Келли Райхардт                 | Скульптор находит вдохновение в хаосе жизни на пороге выставки, которая изменит его карьеру. | [ c ]       | [ 290 ] [ 291 ]         |
| 21 апреля 2023   | Все страхи Бо                                   | Ари Астер                      | Мужчина в тревоге едет домой чтобы навестить свою мать. | [ c ]       | [ 292 ] [ 293 ]         |
| 26 мая 2023      | Ты ранил мои чувства                            | Николь Холофсенер              | Многолетний брак писательницы внезапно рушится, когда она слышит честную реакцию её мужа на её последнюю книгу. |             | [ 294 ] [ 295 ]         |
| 2 июня 2023      | Прошлые жизни                                   | Селин Сон                      | Ен На и Хэ Сон, двое близких друзей детства, разлучены после того, как семья Ен На эмигрирует из Южной Кореи. Два десятилетия спустя они воссоединяются на одну судьбоносную неделю, столкнувшись с понятиями любви и судьбы. | [ c ] [ b ] | [ 295 ] [ 296 ]         |
| 7 июля 2023      | Мать-Земля                                      | Савана Лиф                     | Джиа, мать-одиночка, пытается сориентироваться в жизни во время своей последней беременности. | [ c ]       | [ 297 ] [ 298 ]         |
| 19 июля 2023     | Вдохни поглубже                                 | Лора Макгэнн                   | Документальный фильм об Алессии Дзеккини и её стремлении побить мировой рекорд в области фридайвинга. | [ c ] [ j ] | [ 299 ] [ 300 ]         |
| 21 июля 2023     | Стефен Карри: Недооцененный                     | Питер Никс                     | Документальный фильм о карьере звезды баскетбола Стефена Карри, начиная с его выступления на турнире NCAA 2008 года с Дэвидсоном и заканчивая выступлением Golden State Warriors 2021 года на другом финале НБА. | [ c ] [ m ] | [ 301 ] [ 302 ]         |
| 28 июля 2023     | Два, три, демон, приди!                         | Дэнни и Майкл Филиппу          | Группа подростков решает развлечься и во время вечеринки устраивает спиритический сеанс. Девушка Мия пытается установить контакт со сверхъестественной силой, преследующей её после смерти матери. Но общение с духом оборачивается для всех участников сеанса настоящим кошмаром.                                                  |             | [ 295 ] [ 303 ]         |
| 11 августа 2023  | Медуза Делюкс                                   | Томас Хардиман                 | Детективная история, разворачивающаяся во время конкурса парикмахеров. |             | [ 304 ]                 |
| 22 сентября 2023 | Не ищи смысла                                   | Джонатан Демми                 | Переиздание концертного фильма американской группы Talking Heads к 40-летию, в обновлённом 4K формате. | [ n ]       | [ 305 ]                 |
| 6 октября 2023   | Дикс: Мюзикл                                    | Ларри Чарльз                   | Два противника в бизнесе, которые понимают, что они идентичные братья-близнецы, решают поменяться местами, чтобы воссоединить своих разведенных родителей и снова стать настоящей семьей. | [ c ]       | [ 306 ]                 |
| 27 октября 2023  | Присцилла: Элвис и я                            | София Коппола                  | В фильме рассказывается о Присцилле Пресли и её жизни с Элвисом Пресли. |             | [ 307 ] [ 308 ] [ 309 ] |
| 3 ноября 2023    | Все грунтовые дороги на вкус как соль           | Рэйвен Джексон                 | В фильме рассказывается о взрослении, любви и горе чернокожей женщины из Миссисипи с детства до взрослых лет. | [ c ]       | [ 310 ] [ 311 ]         |
| 10 ноября 2023   | Герой наших снов                                | Кристоффер Боргли              | Неуклюжий профессор в одночасье становится знаменитостью, появившись во сне каждого. | [ c ]       | [ 312 ]                 |
| 15 декабря 2023  | Зона интересов                                  | Джонатан Глейзер               | Комендант концентрационного лагеря Освенцим Рудольф Хёсс и его жена Хедвиг стремятся построить жизнь своей мечты для своей семьи в доме и саду через забор от лагеря. | [ b ]       | [ 313 ]                 |
| 22 декабря 2023  | Стальная хватка                                 | Шон Дуркин                     | В центре сюжета фильма, действие которого разворачивается в 1960-х годах — семья фон Эрихов, династия рестлеров, которые добились большого успеха и популяризировали приём железный коготь в профессиональном рестлинге. Однако им пришлось сражаться не только на ринге, но и бороться с «проклятием фон Эрихов» за его пределами. | [ c ]       | [ 314 ]                 |
| 25 декабря 2023  | Оккупированный город                            | Стив Маккуин                   | Документальный фильм, действие которого происходит в современном Амстердаме, в котором рассказывается о том, как оккупационные немецко-нацистские силы совершали зверства против местного еврейского населения во время Второй мировой войны.                                                                                       | [ c ]       | [ 315 ] [ 316 ]         |
| 12 января 2024   | My Mercury                                      | Джоэль Шесселе и Филиппа Эрлих | Страстный защитник природы заключает жестокий договор, чтобы в одиночку спасти находящихся под угрозой исчезновения морских птиц от вымирания на негостеприимном острове. | [ c ] [ o ] | [ 317 ]                 |
| 23 января 2024   | Open Wide                                       | Сара Голдблатт                 | Джон Мью думает, что мы все уродливы. И виновата современная жизнь. На протяжении десятилетий он вел одинокую войну против ортодонтии и этого подросткового обряда посвящения — брекетов. | [ c ] [ j ] | [ 318 ]                 |
| 14 февраля 2024  | Jerry Lee Lewis: Trouble in Mind                | Итан Коэн                      | Жизнь и музыка легендарного пионера рок-н-ролла Джерри Ли Льюиса, от его восхождения на вершину чартов и рекламных щитов до его бурного падения в немилость. | [ c ] [ o ] | [ 319 ] [ 320 ] [ 321 ] |
| 1 марта 2024     | Проблемный                                      | Хулио Торрес                   | Начинающий дизайнер игрушек из Сальвадора, который испытывает трудности, начинает работать на эксцентричного изгоя из мира искусства в Нью-Йорке, надеясь остаться в стране и реализовать свою мечту до истечения срока его рабочей визы.                                                                                           | [ c ]       | [ 322 ] [ 323 ]         |
| 8 марта 2024     | Любовь истекает кровью                          | Роуз Гласс                     | Менеджер спортзала Лу сильно влюбляется в Джеки, амбициозную бодибилдершу, направляющуюся через город в Вегас в поисках своей мечты. Но их любовь разжигает насилие, затягивая их глубоко в паутину преступной семьи Лу. | [ c ]       | [ 324 ] [ 325 ]         |
| 29 марта 2024    | Стив! (Мартин): Документальный фильм в 2 частях | Морган Невилл                  | Двухсерийный документальный фильм о жизни и карьере Стива Мартина. | [ c ] [ m ] | [ 326 ] [ 327 ]         |
| 12 апреля 2024   | Гражданская война                               | Алекс Гарленд                  | Соединенные Штаты стоят на грани новой гражданской войны в ближайшем будущем. | [ c ]       | [ 328 ] [ 329 ] [ 330 ] |
| 3 мая 2024       | Я видел свечение телевизора                     | Джейн Шёнбрун                  | Двух подростков объединяет любовь к телесериалу, но после того, как его таинственным образом отменяют, их реальность начинает искажаться. | [ c ]       | [ 331 ] [ 332 ]         |
| 3 мая 2024       | The Sixth                                       | Андреа Никс и Шон Файн         | Интуитивный портрет города и нации, находящихся в осаде, а также свидетельство важности правды, рассказанное глазами шести человек, которые навсегда изменятся после нападения на Капитолий США 6 января 2021 года. | [ c ] [ o ] | [ 333 ] [ 334 ]         |
| 7 июня 2024      | Тьюздей                                         | Дайна О. Пусич                 | Мать и дочь руководствуются самой Смертью, чтобы справиться с неминуемой смертью дочери от неизлечимой болезни. | [ c ]       | [ 335 ] [ 336 ]         |
| 21 июня 2024     | Планета Джанет                                  | Энни Бейкер                    | В сельской местности Западного Массачусетса 11-летняя Лейси проводит лето 1991 года дома, очарованная собственным воображением и вниманием своей матери Джанет. | [ c ]       | [ 337 ] [ 338 ]         |
| 5 июля 2024      | Максин XXX                                      | Тай Уэст                       | Фильм рассказывает о Максин после событий X, которая продолжает свой путь к славе, намереваясь стать актрисой в Лос-Анджелесе 1980-х годов. | [ c ]       | [ 339 ] [ 340 ]         |
| 12 июля 2024     | Синг-Синг                                       | Грег Кведар                    | Небольшая группа заключенных в исправительном учреждении Синг-Синг, одной из самых печально известных в мире тюрем строгого режима, пытается поставить свою собственную оригинальную постановку «Взломать кодекс мумии». | [ c ]       | [ 341 ] [ 342 ] [ 343 ] |
| 6 сентября 2024  | The Front Room                                  | Братья Эггерс                  | Молодая пара вынуждена принять к себе больную мачеху. | [ c ]       | [ 344 ] [ 345 ]         |
| 6 сентября 2024  | Look into My Eyes                               | Лана Уилсон                    | Документальный фильм о группе экстрасенсов из Нью-Йорка. | [ c ]       | [ 346 ] [ 347 ]         |
| 20 сентября 2024 | Другой человек                                  | Аарон Шимберг                  | После проведения пластической операции ради начала новой жизни, Эдвард, мужчина с нейрофиброматозом, зацикливается на другом мужчине, играющем его в постановке, основанной на прежней жизни Эдварда. | [ c ]       | [ 348 ] [ 349 ] [ 350 ] |
| 11 октября 2024  | The Last of the Sea Women                       | Сью Ким                        | Документальный фильм Сью Ким глубоко погружает в культуру хэнё — южнокорейских рыбачек, которые на протяжении столетий занимаются добычей морепродуктов для своих общин. | [ c ] [ m ] | [ 351 ] [ 352 ]         |
| 11 октября 2024  | Время жить                                      | Джон Краули                    | Алмут обнаруживает, что её жизнь навсегда изменилась после случайной встречи с Тобиасом, недавно разведённым мужчиной. Но после того, как они влюбились друг в друга, построили дом и создали семью, раскрывается трудная правда.                                                                                                   |             | [ 345 ] [ 353 ]         |
| 8 ноября 2024    | Еретик                                          | Скотт Бек и Брайан Вудс        | Два миссионера СПД пытаются обратить человека в свою веру, но эта задача оказывается гораздо более опасной, чем они ожидали. | [ c ]       | [ 345 ] [ 354 ]         |
| 27 ноября 2024   | Квир                                            | Лука Гуаданьино                | В 1940-х годах в Мехико американский экспат Уильям Ли становится увлеченным молодым демобилизованным военнослужащим Юджингом Аллертоном. |             | [ 355 ] [ 356 ]         |
| 6 декабря 2024   | Миллениум                                       | Кайл Муни                      | В альтернативной реальности, где проблема 2000 года действительно происходит, двое друзей устраивают школьную вечеринку в 1999 году. | [ c ]       | [ 357 ] [ 358 ]         |
| 20 декабря 2024  | Бруталист                                       | Брэди Корбет                   | Еврейский архитектор венгерского происхождения, переживший Холокост, эмигрирует в Соединённые Штаты вместе со своей женой, но сталкивается с нищетой и унижением, пока не подписывает контракт с богатым клиентом, который меняет его жизнь.                                                                                        | [ b ]       | [ 356 ] [ 359 ]         |
| 25 декабря 2024  | Плохая девочка                                  | Халина Рейн                    | Высокопоставленный генеральный директор завязывает запретный роман со значительно более молодым стажером. | [ c ]       | [ 345 ] [ 360 ]         |
| 7 февраля 2025   | Партенопа                                       | Паоло Соррентино               | Партенопа ищет счастья в течение долгих летних лет своей юности, влюбляясь в свой родной город и его многочисленных запоминающихся персонажей. |             | [ 361 ] [ 362 ]         |
| 7 марта 2025     | Как стать цесаркой                              | Рунгано Ниони                  | Посреди ночи на пустой дороге Шула натыкается на тело своего дяди. | [ c ]       | [ 363 ] [ 364 ]         |
| 14 марта 2025    | Опус                                            | Марк Энтони Грин               | Молодую писательницу приглашают в отдаленное поместье легендарной поп-звезды, который таинственно исчез 30 лет назад. Окруженная культом звезды из подхалимов и пьяных журналистов, она оказывается в центре его извращенного плана.                                                                                                | [ c ]       | [ 365 ] [ 366 ] [ 367 ] |
| 28 марта 2025    | Смерть единорога                                | Алекс Шарфман                  | Отец и дочь случайно убивают единорога по пути на уик-энд. | [ c ]       | [ 368 ]                 |
| 11 апреля 2025   | Под огнём                                       | Рэй Мендоза и Алекс Гарленд    | Фильм рассказывает о взводе спецназа ВМС США, выполняющем задание на территории, контролируемой повстанцами, в 2006 году. | [ c ]       | [ 369 ] [ 370 ]         |
| 18 апреля 2025   | Очи                                             | Исаии Саксон                   | Девочка отправляется в путешествие чтобы вернуть детеныша магического существа его виду. | [ c ]       | [ 371 ] [ 372 ]         |
| 9 мая 2025       | Дружба                                          | Эндрю ДеЯнг                    | Отец из пригорода Крейг по уши влюбляется в своего харизматичного нового соседа Остина; попытки Крейга завести дружбу со взрослым мужчиной грозят разрушить их жизни. |             | [ 373 ] [ 374 ]         |
| 30 мая 2025      | Верни её из мёртвых                             | Дэнни и Майкл Филиппу          | Брат и сестра раскрывают ужасающий ритуал в уединенном доме своей новой приемной матери. |             | [ 375 ] [ 376 ]         |
| 13 июня 2025     | Материалистка                                   | Селин Сон                      | Действие фильма происходит в Нью-Йорке. Главными героями романтической комедии станут сваха, богатый мужчина, с которым она только что познакомилась, и её бывший любовник. |             | [ 377 ] [ 378 ] [ 379 ] |
| 27 июня 2025     | Прости, детка                                   | Ева Виктор                     | Профессор колледжа пытается оправиться от сексуального насилия. |             |                         |
| 18 июля 2025     | Эддингтон                                       | Ари Астер                      | Действие фильма происходит во время пандемии. В городе на американском Диком Западе разворачивается вражда между мэром и шерифом. | [ c ]       | [ 380 ] [ 381 ]         |
| 1 августа 2025   | Архитектон                                      | Виктор Косаковский             | Фильм представляет собой «размышление об архитектуре, о том, как проектирование и строительство зданий демонстрирует разрушительную силу истории, но одновременно дает надежду на лучшее будущее». | [ c ]       | [ 382 ] [ 383 ]         |

## В производстве

### Фильмы с датой выхода
| Дата выхода     | Название                                  | Режиссёр(ы)    | Синопсис | Заметки     | Прим.           |
| --------------- | ----------------------------------------- | -------------- | --- | ----------- | --------------- |
| 22 августа 2025 | Нэчжа побеждает Царя драконов             | Ян Юй          | После удара молнии Нэчжа и Ао Бин выжили, став духами, но вскоре они полностью исчезнут. Чтобы не дать их душам рассеяться, мастер Тайи Чжэньжэнь использует свой Семицветный Священный Лотос для регенерации их физических тел. Однако в процессе восстановления возникает множество препятствий. Как сложится судьба Нэчжи и Ао Бина? Никто не может предугадать… |             |                 |
| 22 августа 2025 | Рай и Ад                                  | Спайк Ли       | Фильм повествует о руководителе обувной компании, который в разгар сложного корпоративного поглощения получает сообщение о похищении собственного сына и требование о выкупе, но вскоре, понимает что, по ошибке был похищен не его сын, а его водителя. | [ c ] [ m ] | [ 384 ] [ 385 ] |
| 3 октября 2025  | Крушащая машина                           | Бенни Сафди    | Фильм повествует о Марке Керре, в период когда он находится на пике своей карьеры в эпоху безудержных единоборств в UFC, одновременно начиная задавать себе вопросы и бороться с жизнью и своими отношениями. | [ c ]       | [ 386 ] [ 387 ] |
| 10 октября 2025 | Если бы у меня были ноги, я бы тебя пнула | Мэри Бронштейн | Линда испытывает трудности из-за загадочной болезни дочери. | [ c ]       | [ 366 ] [ 388 ] |
| Ноябрь 2025     | Вечность                                  | Дэвид Фрейн    | После смерти каждый человек в течение недели выбирает, где будет проводить вечность. Для Джоан, Ларри и Люка главный вопрос — с кем её проводить. | [ c ]       | [ 389 ]         |
| 25 декабря 2025 | Марти Суприм                              | Джошуа Сафди   | Путь мошенника, ставшего чемпионом по пинг-понгу, от игры на ставки в Манхэттене до завоевания 22 крупных титулов и становления самым пожилым человеком, победившим в национальном соревновании по ракеточному виду спорта. | [ c ]       | [ 390 ] [ 391 ] |

### Фильмы без даты выхода
| Дата выхода | Название                        | Режиссёр(ы)       | Заметки     | Прим.           |
| ----------- | ------------------------------- | ----------------- | ----------- | --------------- |
| 2025        | Мать Мария                      | Дэвид Лоури       | [ c ]       | [ 392 ] [ 393 ] |
| 2025        | Седло                           | Гарри Лайтон      |             | [ 394 ]         |
| 2025        | Andre Is an Idiot               | Тони Бенна        | [ c ]       | [ 395 ]         |
| 2025        | The Undertone                   | Ян Туасон         |             |                 |
| TBA         | Волшебники!                     | Дэвид Мишо        | [ c ]       | [ 396 ]         |
| TBA         | Драма                           | Кристоффер Боргли | [ c ]       | [ 397 ]         |
| TBA         | Знаменитость                    | Джоди Хилл        | [ c ]       | [ 398 ]         |
| TBA         | Натиск                          | Адам Вингард      | [ c ]       | [ 399 ]         |
| TBA         | Прайм-тайм                      | Лэнс Оппенхайм    | [ c ]       | [ 400 ]         |
| TBA         | Смерть Робин Гуда               | Майкл Сарноски    | [ c ]       | [ 401 ]         |
| TBA         | Система развлечений не работает | Рубен Эстлунд     |             | [ 402 ]         |
| TBA         | Хантингтон                      | Джон Паттон Форд  |             | [ 403 ]         |
| TBA         | Altar                           | Егор Абраменко    | [ c ]       | [ 404 ]         |
| TBA         | The Backrooms                   | Кейн Парсонс      | [ c ]       |                 |
| TBA         | Death Stranding                 | Майкл Сарноски    | [ c ] [ p ] | [ 405 ] [ 406 ] |
| TBA         | The Masque of the Red Death     | Чарли Полинджер   | [ c ]       | [ 407 ]         |
| TBA         | The Moment                      | Эйдан Замири      | [ c ]       | [ 408 ]         |
| TBA         | Peaked                          | Молли Гордон      | [ c ]       | [ 409 ]         |
| TBA         | Безымянный фильм                | Джесси Айзенберг  |             | [ 410 ]         |

### В разработке
| Название                                        | Заметки | Прим.   |
| ----------------------------------------------- | ------- | ------- |
| Октябрь                                         | [ c ]   |         |
| Barney Movie                                    | [ c ]   |         |
| Breakthrough                                    | [ c ]   |         |
| Bushido                                         | [ c ]   |         |
| Checkmate                                       | [ c ]   |         |
| Deep Cuts                                       | [ c ]   |         |
| Dennis                                          | [ c ]   |         |
| Elden Ring                                      | [ c ]   |         |
| Enemies                                         | [ c ]   |         |
| The Land of Nod                                 | [ c ]   |         |
| Mice                                            | [ c ]   |         |
| Ancient History                                 | [ c ]   |         |
| Notes From a Young Black Chef                   | [ c ]   | [ 411 ] |
| Parable of the Sower                            | [ c ]   | [ 412 ] |
| Sour Hearts                                     | [ c ]   | [ 413 ] |
| Talk 2 Me                                       | [ c ]   | [ 414 ] |
| Why Don't You Love Me?                          | [ c ]   |         |
| The Wives                                       | [ c ]   |         |
| The Goblin                                      | [ c ]   |         |
| Безымянный биографический фильм об Илоне Маске  | [ c ]   | [ 415 ] |
| Безымянный биографический фильм о Ронни Спектор | [ c ]   | [ 416 ] |
| The Riders                                      |         | [ 417 ] |
| The Peasant                                     |         | [ 418 ] |
| Tony                                            |         |         |
| Misty Green                                     |         |         |

## Заметки
1. 1 2 3 4  Указанная дата относится к ограниченному или широкому прокату фильма в США компанией A24, не обязательно к его первому показу или дате премьеры.
2. 1 2 3 4 5 6  Номинация - Премия «Оскар» за лучший фильм
3. 1 2 3 4 5 6 7 8 9 10 11 12 13 14 15 16 17 18 19 20 21 22 23 24 25 26 27 28 29 30 31 32 33 34 35 36 37 38 39 40 41 42 43 44 45 46 47 48 49 50 51 52 53 54 55 56 57 58 59 60 61 62 63 64 65 66 67 68 69 70 71 72 73 74 75 76 77 78 79 80 81 82 83 84 85 86 87 88 89 90 91 92 93 94 95 96 97 98 99 100 101 102 103 104 105 106 107 108 109 110 111  A24 также спродюсировали фильм
4. 1 2  Премия «Оскар» за лучший фильм
5. 1 2  Дистрибуцией занимались HBO Films
6. 1 2 3 4 5 6 7  Совместная дистрибуция с Apple TV+
7. ↑  Дистрибуцией занимались Hulu
8. ↑  Дистрибуцией занимались Amazon Studios
9. 1 2 3  Совместная дистрибуция с Showtime
10. 1 2 3  Дистрибуцией занимались Netflix
11. ↑  Дистрибуцией занимались HBO
12. ↑  Переиздание к 25-летию; первоначальный дистрибьютор — Artisan Entertainment
13. 1 2 3 4  Дистрибуцией занимались Apple TV+
14. ↑  Переиздание; первоначальные дистрибьюторы — Cinecom Pictures и Island Alive
15. 1 2 3  Дистрибуцией занимались Amazon Prime Video
16. ↑  Спродюсирован совместно с Kojima Productions и Hammerstone Studios